# Dan Futterman
Daniel Paul Futterman (Silver Spring, 8 de junio de 1967) es un actor y guionista estadounidense.

## Carrera
Futterman escribió el guion de la película Capote, obra por la que recibió una nominación a los Premios de la Academia y por la que obtuvo premios como el Independent Spirit, Boston Society of Film Critics y Los Angeles Film Critics Association. Recibió una nueva nominación al Óscar por escribir el guion de la película Foxcatcher en 2014.
Futterman también es reconocido por sus papeles en cine y televisión, incluyendo a Val Goldman en la película de comedia The Birdcage y a Vincent Gray en la serie de CBS Judging Amy.

## Filmografía

### Cine y televisión
| Año       | Título                                 | Papel         | Notas                                            |
| --------- | -------------------------------------- | ------------- | ------------------------------------------------ |
| 1991      | Daughters of Privilege                 | Ballard Moss  | Telefilme                                        |
| 1991      | The Fisher King                        | Second Punk   |                                                  |
| 1992      | Passed Away                            | Tom           |                                                  |
| 1992      | Big Girls Don't Cry... They Get Even   | Josh          |                                                  |
| 1992      | Another World                          | Alan          |                                                  |
| 1993      | Class of '61                           | Shelby Payton | Telefilme                                        |
| 1993      | Tracey Takes on New York               | Peter Levine  | Telefilme                                        |
| 1995      | New York News                          | Unknown       | Episodio: "New York News"                        |
| 1996      | The Birdcage                           | Val Goldman   |                                                  |
| 1996      | Breathing Room                         | David         |                                                  |
| 1996      | Far Harbor                             | Brad          |                                                  |
| 1997      | Shooting Fish                          | Dylan         |                                                  |
| 1997      | Caroline in the City                   | Seth          | Episodio: "Caroline and the Cold Sesame Noodles" |
| 1998      | 1999                                   | Rufus Wild    |                                                  |
| 1998      | Thicker Than Blood                     | Griffin Byrne | Telefilme                                        |
| 1998      | When Trumpets Fade                     | Doug Despin   | Telefilme                                        |
| 1999–2005 | Judging Amy                            | Vincent Gray  | Reparto principal                                |
| 1999      | Homicide: Life on the Street           | Marcus Hume   | Episodio: "A Case of Do or Die"                  |
| 1999      | Sex and the City                       | Stephan       | Episodio: "Evolution"                            |
| 2000      | Urbania                                | Charlie       |                                                  |
| 2002      | Enough                                 | Joe           |                                                  |
| 2003      | Will & Grace                           | Barry         | 4 episodios                                      |
| 2004      | Gerald L'Ecuyer: A Filmmaker's Journey | Unknown       | Telefilme                                        |
| 2005      | Capote                                 |               |                                                  |
| 2005–2006 | Related                                | Danny         | 9 episodios                                      |
| 2007      | A Mighty Heart                         | Daniel Pearl  |                                                  |
| 2010      | In Treatment                           |               | 7 episodios                                      |
| 2012      | Hello I Must Be Going                  | David         |                                                  |
| 2012      | Political Animals                      | Alex Davies   | 4 episodios                                      |
| 2014      | Gracepoint                             |               | 10 episodios                                     |
| 2014      | Foxcatcher                             |               |                                                  |
| 2014      | Kill the Messenger                     | Leo Wolinsky  |                                                  |
| 2018      | The Looming Tower                      |               | 10 episodios                                     |

## Premios y distinciones
Premios Óscar
| Año  | Categoría            | Película   | Resultado |
| ---- | -------------------- | ---------- | --------- |
| 2006 | Mejor guion adaptado | Capote     | Nominado  |
| 2015 | Mejor guion original | Foxcatcher | Nominado  |